# 但以理書
《但以理書》或譯《達尼爾》（希伯來語：ספר דָּנִיֵּאל），是《舊約聖經》中的大先知書之一，创作于公元前2世纪。猶太教與基督教传统认为该书是公元前6世纪由但以理创作。
本書假借但以理以第一人稱記述。耶穌引用《但以理书》第9章第27节所记载的预言時，稱其是“先知但以理所說的”。

## 主題特色
本書作者寫作之目的在於指出以色列的神在異教國家（新巴比倫帝國及波斯第一帝國）中得著榮耀。猶太人認為，雖然耶和華曾藉外邦國家來懲罰以色列，但“被擄”不是永久的：反之，那些征服以色列的國家卻在歷史的過程中自行瓦解，耶和華要建立一個永遠的國度。
本書以兩種語文寫成──2章4節下–7章28節為亞蘭文，其餘為希伯來文。其體裁屬於聖經啟示文學，書中充滿異象徵性的記號。其歷史哲學認為歷史是接耶和華所預定的結局前進（一七之內，他必與許多人堅定盟約；一七之半。他必使祭祀與供獻止息。那行毀壞可憎的〔或作使地荒涼的〕如飛而來、並且有忿怒傾在那行毀壞的身上，〔或作傾在那荒涼之地〕直到所定的結局。《但以理書》第9章第27节参）。這個世界將可能愈來愈壞，到了末期更是罪惡最猖獗之時；耶和華的百姓要大受迫害。然後耶和華突然干預，重新建立新的秩序。
本書主要記載但以理（和他的三個同伴）在被擄時期的遭遇和預言，以及神在人類歷史中的掌權。全書的中心思想是「好叫世人知道至高者在人的國中掌權，要將國賜與誰就賜與誰」（《但以理書》第4章参17節、25節及32節，而以西結書強調「要叫他們知道我是耶和華」）。但以理和以西結同時作先知，一個在朝，一位在野；一個多論外邦，一位多論以色列。兩人都受靈感，都見異象，也都論及末後的日子。
本書分成二大部分：前六章是歷史性的，後六章是預言部分；前六章用「他」，而末六章用「我」。

## 本書大綱
1. 但以理與友人的見證（第1–6章）
  - 拒食御用酒膳
  - 但以理为尼布甲尼撒二世解巨人像之夢（第2章）
  - 尼布甲尼撒二世下令拜金像，火中遊行
  - 解大樹之夢
  - 解粉牆之文字
  - 獅坑中逃出
2. 但以理所見的異象（第7–12章）
  - 四獸的異象（第7章）
  - 公綿羊、公山羊的異象（第8章）
  - 七十個七的異象（第9章第24–27节）
  - 南王、北王的異象

## 主要内容

### 預備出任公職
（覆蓋《但以理書》第1章第1节至第21节参）公元前607年，但以理與其他猶太人一起被擄往巴比倫去。此外，耶路撒冷聖殿的神聖器皿也一同被掠去而放進異教的府庫中。但以理和他的三個希伯來同伴（哈拿尼雅、米沙利和亞撒利雅）與其他的猶大青年貴胄一起被揀選進入宮內接受為期三年的訓練。但以理決心不以國王的異教佳肴美酒玷汙自己，遂建議作一個為期十天的素食試驗。試驗的結果對但以理和他的同伴有利，上帝並且賜給他們知識和智慧。尼布甲尼撒二世派他們四人在他跟前作顧問。第一章的最後一節經文也許是在前文寫了許久之後才加進去的，這節經文指出但以理在被擄80多年後，即相當於公元前538年，仍在朝中擔任要職。

### 夢見可怕的巨像
（覆盖《但以理書》第2章第1节至第49节参）尼布甲尼撒二世在位第二年（很可能從耶路撒冷於公元前607年被摧毁時算起），他發了一個使他煩亂不安的夢。所有術士法師均無法把夢和夢的講解告訴他。他應許給他們大賞，但他們卻説除了諸神之外，沒有人能够將王所求問的向他説明。王勃然大怒，遂下令把所有智士殺死。由於王的諭旨也把四個希伯來人包括在內，但以理便求王寬限時間以求能把夢講解説明。但以理和他的同伴禱告求耶和華的指引。耶和華把夢和解釋向但以理顯明，他於是覲見王説：“只有一位在天上的上帝能顯明奧秘的事。他已將日後必有的事指示尼布甲尼撒王。”（《但以理書》第2章第28节参）但以理把夢説出來。夢與一尊巨像有關。像的頭是精金的，胸膛和膀臂是銀的，肚腹和腰是銅的，腿是鐵的，腳是半鐵半泥的。有一塊石頭撞擊巨像，把它砸碎，然後石頭變成一座大山，充滿天下。但以理解釋巴比倫王就是像的金頭。在他的王國之後會有第二、第三、第四個王國相繼興起。最後，“天上的上帝必另立一國，永不敗壞，⋯⋯卻要打碎滅絶那一切國，這國必存到永遠。”（《但以理書》第2章第44节参）巴比倫王滿懷感激地稱頌但以理的上帝是萬神之神，並派但以理“管理巴比倫全省，又立他為總理，掌管巴比倫的一切哲士”。但以理的三個同伴則被立為朝中的大臣，治理國家。（《但以理書》第2章第47节至第48节参）

### 三個希伯來人在火窰中生還

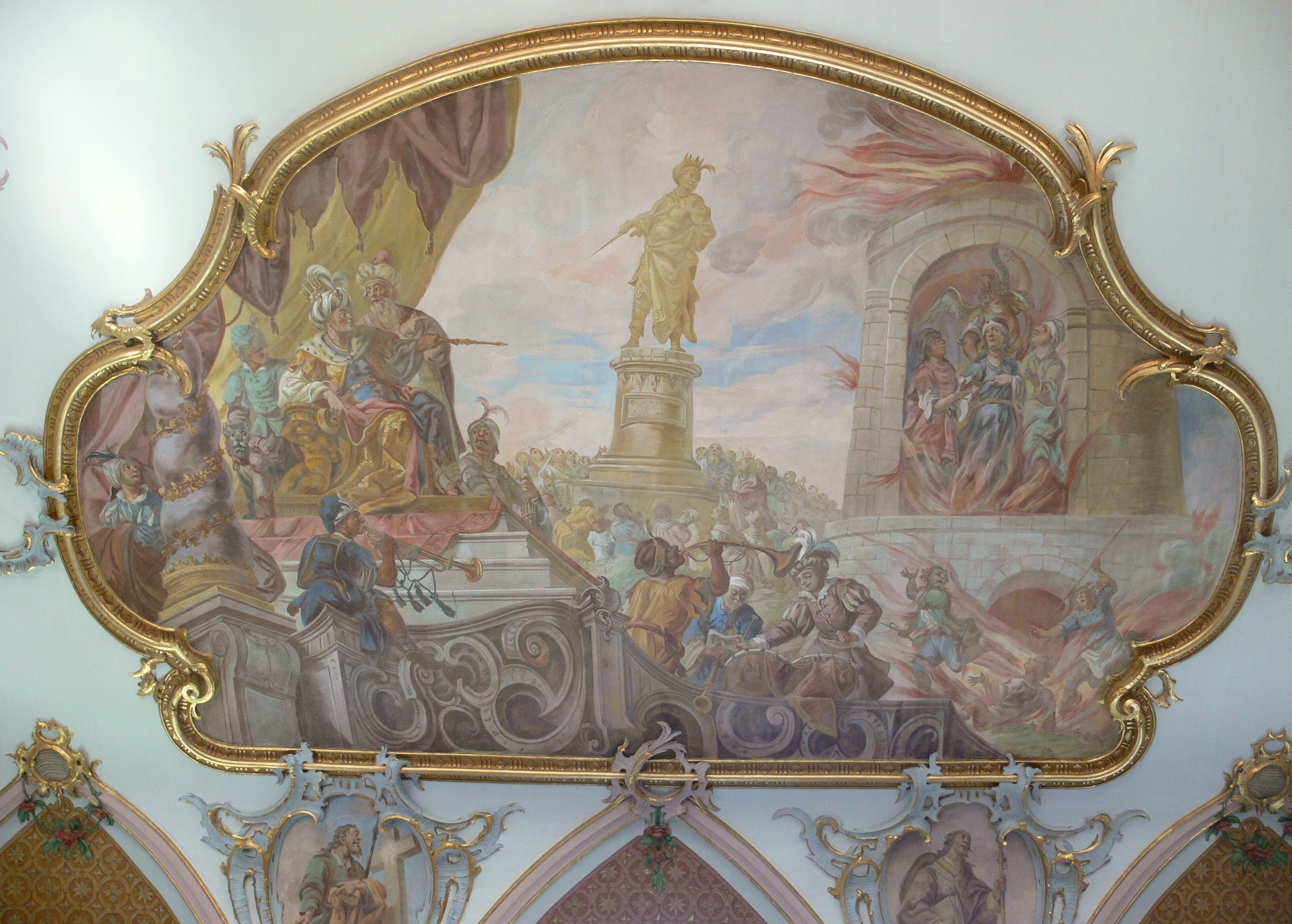
火爐（壁畫，作者法蘭茲·約瑟夫·赫爾曼，1771年）

（覆蓋《但以理書》第3章第1节至第30节参）尼布甲尼撒造了一尊高60肘尺（27米）的金像，並下令把全國大小官員聚集起來為像舉行落成典禮。各人在聽見特别的號角音樂時都要俯伏敬拜這像，違命者則被扔入烈火的窯中。據報但以理的三個同伴，沙得拉、米煞、亞伯尼歌，不遵王命。他們被帶到怒氣沖沖的國王面前，但他們坦然不懼地説：“我們所事奉的上帝，能將我們從烈火的窰中救出來。⋯⋯我們決不⋯⋯敬拜你所立的金像。”（《但以理書》第3章第17节至第18节参）王勃然大怒，便下令把窯燒熱至平常的七倍，然後吩咐人把三個希伯來人捆起來扔進火爐裡。負責行刑的人員在執行職務時被烈焰燒死。接着尼布甲尼撒大驚失色。他看見窯中有四個人在火中行走，沒有受傷，“第四個的相貌好像神子。”（《但以理書》第3章第25节参）王吩咐三個希伯來人從火中出來。他們走出來時，身上全沒有被火燒過的痕跡，甚至煙火的氣味也沒有！由於他們勇敢無畏地採取立場擁護純真的崇拜，尼布甲尼撒遂宣布國中的猶太人都有崇拜的自由。

### “七期”的夢
（覆盖《但以理書》第4章第1节至第37节参）這夢見於但以理所謄錄的巴比倫國史文獻內。這份文獻是由飽受教訓而學會謙卑自抑的尼布甲尼撒執筆的。首先尼布甲尼撒承認至高上帝的大能及他的王國。然後他叙述所發的可怕的夢，並解釋這夢如何應驗在他身上。他夢見一棵大樹，高得頂天，所産的果子可供衆生食用，其蔭可遮庇萬民。一位守望者大聲喊叫説：「要伐倒這樹。把樹的殘株用鐵圈和銅圈箍住。經過七期，好叫世人知道至高者在人的國中掌權，要將國賜給極卑微的人統治。」（《但以理書》第4章第14节至第17节参）但以理把夢講解出來，指明樹代表尼布甲尼撒。這個含有預言性的夢不久便實現了。有一天國王因自己的威榮而自命不凡，隨即變成有如瘋子一般，在田間吃草為生，與獸無異，一共過了七年。此後他的神智回復正常，他於是稱頌耶和華的至尊地位。

### 伯沙撒大排筵席：解明牆上的字迹
（覆盖《但以理書》第5章第1节至第31节参）時維公元前539年10月5日，一個大禍臨頭的晚上。當時，在巴比倫與父親拿波尼度共同執政的伯沙撒王設宴款待一千個大臣。王帶着幾分酒意，便吩咐人把上帝殿中聖潔的金、銀器皿拿出來，伯沙撒和他的賓客一邊用這些器皿狂飲，一邊讚美異教的神祇。當時忽然有一隻手出現在牆上，寫了一些難解的字。國王大驚失色。他手下的智士均無法講解字的意思。後來但以理被帶到王前。王表示他若能把字的意思講解出來，便把他擢升為在國中位列第三，可是但以理卻表示王可以把賞賜留給自己。然後他開始讀出和講解字的意思：“‘彌尼，彌尼，提客勒，烏法珥新。’⋯⋯神已經數算你國的年日到此完畢。⋯⋯你被稱在天平裡，顯出你的虧欠。⋯⋯你的國分裂，歸與米底亞人和波斯人。”（《但以理書》第5章第25节至第28节参）當夜伯沙撒被殺，米底亞人大流士（年代上絕非大流士一世，極有可能是居魯士二世）承受了國位。

### 但以理被投入獅子坑中

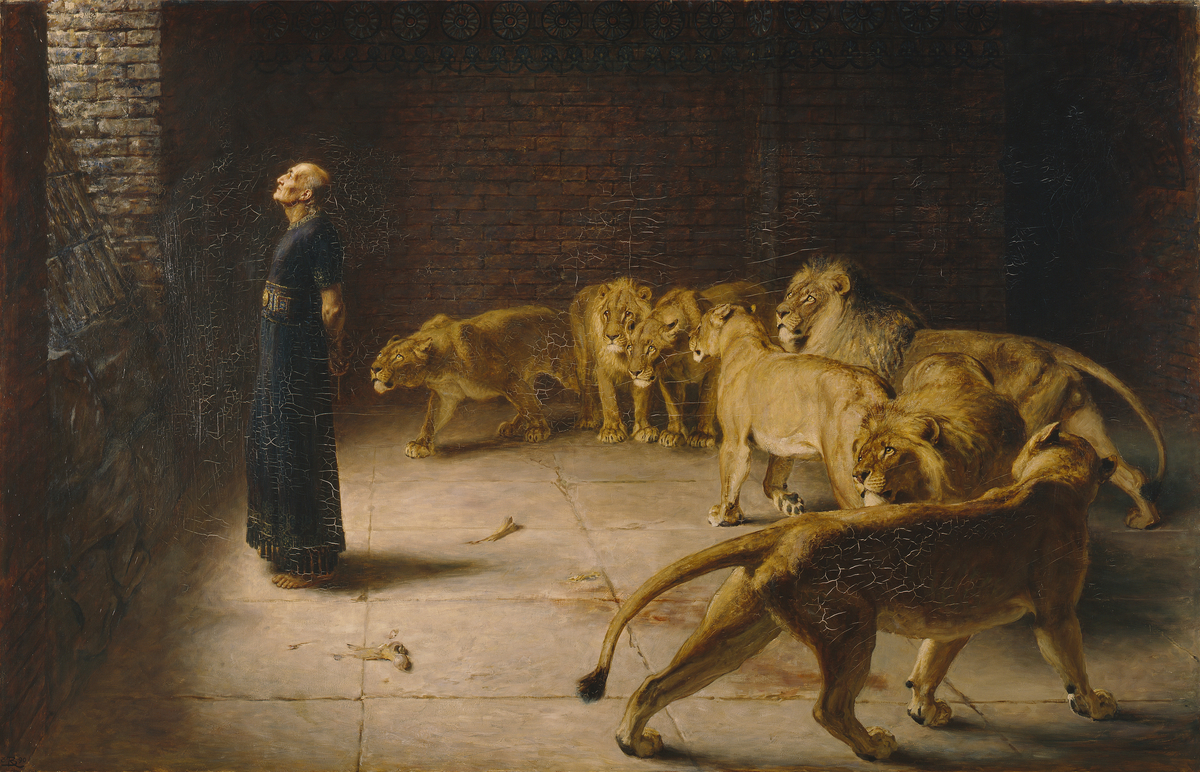
但以理在獅子坑中。

（覆盖《但以理書》第6章第1节至第28节参）大流士朝中的高官試圖陷害但以理，遂求王下旨在30日內嚴禁人向王以外的任何神或人禱告祈求。違者必被扔在獅子坑中。但以理不理禁令，仍照常向耶和華禱告祈求。他終於被扔進獅子坑裡。但耶和華施行奇迹，派天使封住獅子的口。翌日早上，大流士王十分高興見到但以理絲毫無損。結果那些居心不良的敵人反被扔進坑內遭獅子吞噬。後來王下旨曉諭百姓要畏懼但以理的上帝，因祂是“永遠長存的活上帝”。（《但以理書》第6章第26节参）但以理在朝中任職，凡事亨通，直到居魯士在位期間。

### 四獸的異象
（覆盖《但以理書》第7章第1节至第8节参）回到“伯沙撒元年”，他可能於公元前553年開始統治。但以理發了一個夢，他用亞蘭文將夢記下來。他看見四隻猙獰的巨獸相繼出現。第四隻獸異常强壯，有一個小角從其他角中長出來，這角有口“説誇大的話”。（《但以理書》第7章第8节参）亙古常在者坐在寶座上，有億萬使者在他跟前侍立。“有一位像人子的”來到他面前，“得了權柄、榮耀、國度，使各方、各國、各族的人都事奉他。”但以理隨後獲得有關四獸的異象的解釋。牠們分别代表四王或四國。第四獸有十角，角中長出一小角。這角變成勢力强大，與聖民爭戰。然而，天上的法庭出面干預，把“國度、權柄，和天下諸國的大權⋯⋯賜給至高者的聖民”。（《但以理書》第7章第27节参）

### 公绵羊和公山羊的異象
兩年後，距離巴比倫傾倒尚有很長的時候，但以理接獲另一個異象，他用希伯來文把異象記錄下來。有一隻公山羊，兩眼之間有一隻異乎尋常的角；公山羊跟一隻自高自大的雙角公綿羊爭戰，且勝了牠。後來公山羊的大角折斷了，繼而長出四隻較小的角來。其中一角長出另一小角，小角漸漸强大，甚至與天上的衆軍抗衡。經文預言過了2300日，聖所就必“潔淨”。（《但以理書》第8章第14节参）加百列向但以理講解異象的意義。公綿羊代表米底亞和波斯王。公山羊就是希臘王，他的國後來被瓜分為四國。後來，有一面貌兇惡的王興起，要“攻擊萬君之君”。由於這異象關乎“後來許多的日子”，但以理必須在當時把異象封住。（《但以理書》第8章第25节至第26节参）

### 預告彌賽亞君王出現
（覆蓋《但以理書》第9章第1节至第27节参）“米底亞人⋯⋯大流士⋯⋯元年”，但以理考查耶利米的預言。他獲知預言論及耶路撒冷荒涼70年的期限行將屆滿，於是向耶和華禁食禱告承認自己和以色列人的罪，并恳求神赦免。加百列向他顯現，説：“已經定了七十個七，要止住罪過，除淨罪惡，贖盡罪孽。”彌賽亞君王將於69個七之後出現，然後他會被剪除。而在第70個七完結前，必有“一王的民”来毁灭这城和圣所。“他”必与许多人坚定一个七的盟约，到一七之半却使祭祀和供献止息，耶路撒冷遭毁滅，淪為荒涼之地。（《但以理書》第9章第24节至第27节参）

### 北方王與南方王對峙和末世异象
（覆盖《但以理書》第10章第1节参至《但以理書》第12章第13节参）當時是“居鲁士第三年”，大約是公元前536年，猶太人返回耶路撒冷之後不久。但以理禁食了三个七日（二十一天），然後來到底格里斯河邊。（《但以理書》第10章第1节至第4节参）有一位神的使者向他显现，鼓励但以理要坚强并使他有力量，使者对但以理说“但以理啊、不要懼怕、因為從你第一日專心求明白將來的事、又在你神面前刻苦己心、你的言語已蒙應允、我是因你的言語而來。”（《但以理書》第10章第12节参）之后使者提到自己被波斯国的魔君阻拦二十一日，大君（就是天使長）中的一位米迦勒來帮助他。（《但以理書》第10章第13节参）这里也很清楚地看到，“大君”一词英文翻译为Chief Princes，这里是复数，而米迦勒是one of the Chief Princes，即天使长中的一位。虽然全本圣经没有具体启示一共有几位天使长，但从但以理书此处可以清楚地看出与米迦勒同等的天使长的数目是大于等于二的，根据一些推测，之前与但以理说话（但以理书8–9章），后来奉差遣告诉马利亚她将从圣灵感孕生子耶稣（见《路加福音》第1章参）的那位加百列天使，也是“天使长”之一（此推测并无圣经依据，仅作为合理的参考）。
使者道明来意之后，启示了但以理关于北方王與南方王对立的预言。這個異象一開始便提及波斯帝國以及後來與希臘帝國的鬥爭。有一個强盛的王興起，執掌大權，他的國必分裂為四。結果産生了兩大王系，南方王與北方王勢不兩立。兩王相爭互有勝負。這些怙惡不悛的王必同席説謊。到了定期，戰火必再爆發。北方王必興兵褻瀆聖地，並設立“那行毁壞可憎的”。北方王必用奇異的話攻擊萬神之神，但卻敬拜保障的神。到末了，南方王必與北方王交戰，北方王必進入列國，如洪水泛濫，而且更“進入那榮美之地”。從東方（帕提亞帝國的崛起）和北方（羅馬共和國的到來）必有消息擾亂他，他就大發烈怒出去，“在海和榮美的聖山中間設立他如宮殿的帳幕，然而到了他的結局，必無人能幫助他”。
最后，使者指示但以理要隐藏这些话，并启示给他以色列人作为上帝的圣民，在末世要有得救的盼望。并且说道“你（但以理）且去等候结局，因为你必安歇。到了末期，你必起来，享受你的福分。”（12章13节）但以理书到此结束。
根據但以理書十二章第七節到十三節中的紀錄應該是啟示了末世的異象，這是天使長米迦勒為但以理透露了末世景象的一些訊息。據此，但以理書的十二章預言說到耶穌再來前夕，就是今世末了（耶穌再來前的）三年半（12:7）的事。那時，幫助以色列民的天使長米迦勒必定出來。（12:1上）必有艱難的時期，是從有國以來直到那時，是從未發生過如此的大災難。（12:1中）在這段艱難和災難時期中，聖民受迫害差不多完全被滅絕了，以致力量消失。就是粉碎那些當神百姓的基督徒、天主教徒等的力量與權勢的時候必定會完成。（12:7下）以色列民中，凡記錄在冊上的，必得拯救。（12:1下）那記錄在冊上的，就是名字寫在神生命冊上的。那少數從敵基督手中被拯救出來的以色列人，將要看見基督從空中降臨，並要悔改，接受祂而得救。

### 但以理书补编
七十士译本中有但以理书补编，其中包括《亚撒利雅祷词和三童歌》、第13章《苏撒拿传》和第14章《彼勒與大龍》。

### 引用
1. ↑  但以理书第7章第8节：“我正观看这些角，见其中又长起一个小角。先前的角中有三角在这角前，连根被它拔出来。这角有眼，像人的眼，有口说夸大的话。”
2. ↑  但以理书第9章第27节：“一七之内，他必与许多人坚定盟约。一七之半，他必使祭祀与供献止息。那行毁坏可憎的（或作使地荒凉的）如飞而来，并且有忿怒倾在那行毁坏的身上（或作倾在那荒凉之地），直到所定的结局。”
3. ↑  马太福音第24章第15节：“你们看见先知但以理所说的，‘那行毁坏可憎的站在圣地’（读这经的人须要会意）。”
4. ↑  参看但以理书7:10，13，14
5. ↑  参看但以理书9:1-4；耶利米书29:10
6. ↑  参看但以理书9:1-4；耶利米书29:10

### 閱讀聖經
- （页面存档备份，存于） （繁體中文）
- （页面存档备份，存于） （简体中文）